# Chinatown (film)
Chinatown è un film neo-noir del 1974 diretto da Roman Polański, con protagonisti Jack Nicholson, Faye Dunaway e John Huston. Si tratta dell'ultimo film americano del regista polacco, successivamente tornato in Europa.
Nel 1991 è stato scelto per la conservazione nel National Film Registry della Biblioteca del Congresso degli Stati Uniti. Nel 1998 l'American Film Institute l'ha inserito al diciannovesimo posto della classifica dei migliori cento film statunitensi di tutti i tempi, mentre dieci anni dopo, nella lista aggiornata, è sceso al ventiduesimo posto.

## Trama
Los Angeles, 1937: l'investigatore J.J. Gittes viene assoldato da una donna che si presenta come la signora Evelyn Mulwray per investigare sulla presunta infedeltà del marito, Hollis Mulwray, l'ingegnere che dirige il Dipartimento per l'acqua e l'energia elettrica di Los Angeles. Gittes lo pedina, capisce che si sta opponendo alla creazione di un nuovo bacino idrico, e scatta delle foto che lo ritraggono in compagnia di una giovane donna, che poi vengono pubblicate in prima pagina sul giornale del giorno successivo. Tornato nel suo ufficio, Gittes incontra una giovane donna che, dopo avergli chiesto conferma del fatto che loro due non si erano mai visti prima, lo informa che lei è la vera Evelyn Mulwray e che perciò lo avrebbe denunciato.
Essendo stato raggirato, Gittes cerca di capire chi voglia indebolire la posizione di Mulwray ma, prima che egli possa parlare col marito, il Tenente Lou Escobar rinviene il corpo di Mulwray in un bacino di acqua dolce, affogato. Sospettando un omicidio, Gittes inizia a investigare e verifica che, malgrado il fatto che enormi quantità di acqua vengano rilasciate tutte le notti dal bacino stesso, il letto è quasi completamente asciutto. Addentratosi all'interno della recinzione, viene fermato dal capo della sicurezza del Dipartimento, Claude Mulvihill, e da un suo scagnozzo, che ferisce Gittes al naso con un coltello.
Tornato in ufficio, Gittes riceve una telefonata da Ida Sessions, che lui riconosce come la falsa signora Mulwray; lei non vuole rivelare per timore l'identità di chi la guida, ma gli fornisce un indizio: il nome di una persona nella lista dei defunti di un quotidiano locale. Gittes riesce a sapere che il marito della signora Mulwray è stato socio del padre di lei, Noah Cross, che poi incontra a pranzo nel club di sua proprietà. Cross si offre di raddoppiare la tariffa per la ricerca della ragazza di Mulwray ora scomparsa, con un bonus nel caso riesca a rintracciarla. Gittes si reca al catasto, scoprendo che di recente grandi appezzamenti coltivati ad agrumi sono passati di proprietà nel nordest della valle di San Fernando. Entrato in questi agrumeti, viene fermato e picchiato dai proprietari infuriati, che suppongono lui sia uno degli agenti del dipartimento che stanno demolendo i loro serbatoi d'acqua e stanno avvelenando i pozzi per costringerli a sloggiare.
Dopo aver controllato la lista dei defunti sul giornale, Gittes scopre che uno di questi, un proprietario terriero della valle, risiedeva al Mar Vista Inn, una casa di riposo. Egli capisce che Mulwray è stato assassinato quando si rende conto che la nuova riserva verrà costruita per irrigare le terre recentemente acquistate. Evelyn e Gittes si recano al Mar Vista e si rendono conto che i passaggi di proprietà dei terreni riguardano i residenti della casa di riposo, senza che questi ne siano a conoscenza: Gittes capisce che tali trasferimenti di proprietà sono legati alla figura di Noah Cross, dopo aver scoperto che il Mar Vista è un'istituzione benefica dell'Albacore Club, di proprietà dello stesso Cross. Dopo essere riusciti a fuggire da Mulvihill e dai suoi accoliti, i due si nascondono nella casa di Evelyn, dove passeranno la notte insieme.
Durante la notte Evelyn riceve una telefonata e lascia velocemente l'abitazione, dopo aver avvertito Gittes della pericolosità del padre. Lui la segue fino a una casa in cui si trova la ragazza di Mulwray. Messa alle strette, Evelyn rivela che la ragazza è sua sorella. Il giorno successivo una telefonata anonima porta Gittes all'appartamento di Ida Sessions, dove trova l'attrice morta, ed Escobar in sua attesa. Escobar lo pressa perché il resoconto del medico legale ha rinvenuto acqua salata nei polmoni di Mulwray, suggerendo che il suo corpo è stato rimosso dopo il decesso. Escobar sospetta che Evelyn sia l'assassina, e impone a Gittes di portarlo da lei, visto che potrebbero esserci imputazioni a carico di Gittes stesso.
Gittes torna alla villa di Evelyn, scopre che i servitori le hanno preparato i bagagli per la partenza, e rinviene un paio di occhiali a lenti bifocali nella vasca di acqua salata del giardino. Gittes chiede con fermezza a Evelyn di rivelargli chi sia sua "sorella", e la donna rivela che lei è "sua sorella e sua figlia", frutto delle violenze sessuali da parte del padre, Noah Cross, che è al contempo padre e nonno della ragazza. Inoltre Evelyn rivela a Gittes che gli occhiali non sono di suo marito, che non ha mai avuto occhiali con lenti bifocali.
Gittes progetta di portare le due donne in Messico, dando appuntamento a Evelyn presso la casa del suo maggiordomo, a Chinatown. Gittes incontra Cross in casa di Mulwray per sistemare la questione con la ragazza. Cross ammette la sua intenzione di incorporare il nordest della valle nella città di Los Angeles, per poi irrigarla e svilupparla. Gittes mostra a Cross gli occhiali rinvenuti nella vasca, e lo collega all'omicidio di Mulwray. Mulvihill fa la sua comparsa, confisca gli occhiali, e costringe Jake a portarli dalle donne.
Quando i tre raggiungono il nascondiglio a Chinatown, la polizia è già presente e arresta Gittes. Evelyn non permette a suo padre di avvicinarsi a Katherine, gli spara al braccio e porta via la ragazza. Mentre l'auto si allontana di corsa, la polizia apre il fuoco, uccidendo Evelyn. Cross afferra Katherine e la porta con sé, mentre Escobar ordina di rilasciare Gittes e i suoi associati.

## Produzione
La pellicola costituisce un omaggio al giallo hard boiled, specialmente a quello californiano di Raymond Chandler, con personaggi che ricalcano quelli tipici del genere: il detective, ex-poliziotto cinico ma in fondo idealista (Gittes), la dark lady ambigua e sensuale (Evelyn Mulwray), il potente patriarca con gli scheletri nell'armadio (Noah Cross), la polizia corrotta e politicamente controllata, i quartieri etnici (Chinatown).

## Sceneggiatura
Il film è ispirato alle California Water Wars, storici contrasti che si sono tenuti sui diritti di acqua e terreni nella California meridionale negli anni dieci e venti del '900, durante i quali William Mulholland assicurò i diritti d'acqua nella valle di Owens, e quindi a Los Angeles. Nella sceneggiatura di Robert Towne si ritrova un intreccio di realtà e finzione che diverrà tipico dei romanzi di James Ellroy: la torbida vicenda di appalti, speculazioni edilizie, corruzione e delitto del film è, infatti, in gran parte basata sulla vera storia della città di Los Angeles e delle colossali opere idriche realizzate da William Mulholland per rendere abitabile quella che in origine era un'area semidesertica.
Con l'eccezione dell'ascendenza dai film chandleriani, la sceneggiatura di Robert Towne non rientra nello standard di genere mistery e giallo, in cui il detective sfrutta tutte le deduzioni che ha formulato fin dall'inizio dell'indagine per risolvere il mistero. Nel film di Polanski, invece, ogni deduzione di Gittes viene rapidamente smentita da eventi inaspettati.

## Curiosità
- Durante la lavorazione del film si registrò un marcato disaccordo tra lo sceneggiatore Robert Towne e il regista, perché il primo voleva dare al film un lieto fine, mentre il regista, ancora sotto shock per la morte della moglie Sharon Tate, sentiva nelle sue corde più un finale tragico. Alla fine la ebbe vinta il regista[4] e lo sceneggiatore convenne che il finale mesto era risultato migliore[5].
- In uno dei dialoghi del film il personaggio di Noah Cross chiede al protagonista se egli dorma con sua figlia. In un cortocircuito con la vita reale, Jack Nicholson, che interpreta il protagonista, in quel periodo aveva proprio una relazione con la figlia di John Huston (ossia Anjelica Huston), che interpreta Noah Cross, il che aggiunge una nota particolare alla scena.

## Distribuzione

### Data di uscita
Il film venne distribuito in varie nazioni, fra cui:
- Stati Uniti d'America, Chinatown 20 giugno 1974
- Argentina, Barrio chino  12 settembre 1974
- Spagna, Chinatown 16 dicembre 1974
- Svezia 16 dicembre 1974
- Francia, Chinatown 18 dicembre 1974
- Germania 19 dicembre 1974
- Italia, Chinatown 17 gennaio 1975
- Danimarca, Chinatown 10 febbraio 1975
- Giappone 12 aprile 1975
- Finlandia 9 maggio 1975
- Ungheria, Kínai negyed  27 settembre 1979

## Riconoscimenti
- 1975 - Premio Oscar
  - Migliore sceneggiatura originale a Robert Towne
  - Candidatura Miglior film a Robert Evans
  - Candidatura Migliore regia a Roman Polański
  - Candidatura Miglior attore protagonista a Jack Nicholson
  - Candidatura Miglior attrice protagonista a Faye Dunaway
  - Candidatura Migliore fotografia a John A. Alonzo
  - Candidatura Migliore scenografia a Richard Sylbert, W. Stewart Campbell e Ruby R. Levitt
  - Candidatura Migliori costumi a Anthea Sylbert
  - Candidatura Miglior montaggio a Sam O'Steen
  - Candidatura Miglior sonoro a Charles Grenzbach e Larry Jost
  - Candidatura Miglior colonna sonora a Jerry Goldsmith
- 1975 - Golden Globe
  - Miglior film drammatico
  - Migliore regia a Roman Polański
  - Miglior attore in un film drammatico a Jack Nicholson
  - Migliore sceneggiatura a Robert Towne
  - Candidatura Miglior attrice in un film drammatico a Faye Dunaway
  - Candidatura Miglior attore non protagonista a John Huston
  - Candidatura Miglior colonna sonora a Jerry Goldsmith
- 1975 - BAFTA Awards
  - Migliore regia a Roman Polański
  - Miglior attore protagonista a Jack Nicholson
  - Migliore sceneggiatura originale a Robert Towne
  - Candidatura Miglior film
  - Candidatura Miglior attrice protagonista a Faye Dunaway
  - Candidatura Miglior attore non protagonista a John Huston
  - Candidatura Migliore fotografia a John A. Alonzo
  - Candidatura Migliore scenografia a Richard Sylbert, W. Stewart Campbell e Ruby R. Levitt
  - Candidatura Migliori costumi a Anthea Sylbert
  - Candidatura Miglior montaggio a Sam O'Steen
- 1975 - Kansas City Film Critics Circle Awards
  - Miglior attore protagonista a Jack Nicholson
  - Miglior attore non protagonista a John Huston
- 1974 - National Board of Review Award
  - Migliori dieci film
- 1974 - New York Film Critics Circle Award
  - Miglior attore protagonista a Jack Nicholson
- 1975 - Bodil Award
  - Miglior film straniero a Roman Polanski
- 1975 - Directors Guild of America
  - Candidatura DGA Award a Roman Polanski
- 1975 - Edgar Award
  - Migliore sceneggiatura a Robert Towne
- 1975 - Fotogramas de Plata
  - Miglior attore straniero a Jack Nicholson
- 1975 - National Society of Film Critics Award
  - Miglior attore protagonista a Jack Nicholson
- 2000 - PGA Award
  - PGA Hall of Fame a Robert Evans
- 1975 - Sant Jordi Award
  - Miglior film straniero a Roman Polanski
- 1975 - Writers Guild of America
  - WGA Award a Robert Towne

- Una battuta del film ("Lascia perdere, Jake, è Chinatown", "Forget it, Jake, it's Chinatown" in lingua originale) è stata inserita nel 2005 nella lista delle cento migliori citazioni cinematografiche di tutti i tempi stilata dall'American Film Institute, nella quale figura al 74º posto[7].

## Sequel
Ha avuto un sequel dal titolo Il grande inganno del 1990, diretto ed interpretato da Jack Nicholson, che a differenza del suo capostipite non ha riscosso molto successo tra il pubblico e la critica.